# Grig Bodea
Gligor Bodea, cunoscut drept Grig, (n. 1 februarie 1947, Finișel, Cluj, România – d. 10 iulie 2024, Cluj-Napoca, România) a fost un alpinist român cu o activitate intensă în anii ʹ70-ʹ80, ai secolului XX, deschizător a numeroase trasee alpine urcate în premieră, salvamontist cu o activitate notabilă în acest domeniu, fondator a Salvamont Cluj și a Secției de Alpinism din cadrul A. S. „Turdeana” Turda, – alături de Mihály (Mihai, Miși) Szalma –, instructor salvamont și monitor al Școlii Naționale de Alpinism, recunoscut în plan național drept o personalitate în această sferă de activitate, antrenor de alpinism, persoană autorizată pentru omologarea traseelor alpine din Carpații României, inițiator și organizator de competiții sportive, schior pasionat, autor, inginer electromecanic și apicultor, distins cu titlul de „Cetățean de onoare al județului Cluj”, pentru meritele sale la întemeierea și conducerea îndelungată a Salvamontului clujean. „Gligor Bodea a fost personalitatea care și-a pus cel mai apăsat amprenta pe primele decenii ale Salvamontului Cluj.”

## Tinerețea și educația
Gligor Bodea s-a născut la 1 februarie 1947, în satul Finișel, comuna Săvădisla, județul Cluj, România, fiind primul născut dintre cei doi copii ai soților Alexandru și Rozalia Bodea. Fratele său mai mic a moștenit prenumele tatălui, Alexandru. Părinții lui au fost agricultori, în satul natal, situat la poalele  Carpaților Apuseni, ceea ce i-a oferit, încă de mic, cadrul favorabil deprinderii cu efortul fizic și cu frumusețile naturii. Munca grea din agricultură și-a pus amprenta asupra robusteței și condiției sale fizice, care i-au servit mai târziu la practicarea alpinismului de performanță și a schiului.

Finișel, județul Cluj; Vedere spre Biserica „Sfinții Arhangheli Mihail și Gavriil”, atestată documentar la 1758.

Asemenea majorității copiilor din sat, Gligor Bodea a urmat învățământul primar la Finișel, deplasarea zilnică în cel mai apropiat oraș constituind pe atunci un obstacol în calea lui și a familiei sale. Cu toate acestea, studiile gimnaziale le-a urmat la Gilău, iar pentru cele liceale s-a mutat la Cluj. Acolo și-a ales instituția de învățământ după chipiul și hainele elevilor de la Liceul „Nicolae Bălcescu”, afirmând: „Mie-mi plac cum arată cei de la «Nicolae Bălcescu», și eu acolo vreau să mă duc”.
După absolvirea liceului „Nicolae Bălcescu” din Cluj, Gligor Bodea a fost admis la noua Facultate de Electromecanică din cadrul Institutului Politehnic din Cluj – astăzi, Universitatea Tehnică din Cluj-Napoca. După încheierea studiilor universitare, – potrivit uzanțelor vremii –, tânărul inginer Gligor Bodea a fost repartizat în producție, mai întâi la Huedin, apoi la Turda, oraș situat în apropiere de Cheile Turzii (cca. 7 Km). Această vecinătate și noua sa relație – înfiripată chiar la locul de muncă – cu alpinistul Mihály Szalma aveau să-i marcheze existența pentru tot restul vieții.

## Pasiunea pentru schi și alpinism
Încă de timpuriu, Gligor Bodea și-a manifestat interesul pentru natură și aventură: „Ca orice copil, am încercat senzația pereților verticali, încercând să mă cațăr pe stâncile locurilor natale, în minunatele vacanțe de vară.”
Odată cu lecturarea principalelor cărți dedicate alpinismului, – traduse și publicate la acea vreme în România –, Gligor Bodea s-a văzut atras irezistibil de acest domeniu. Lipsa unui partener și a echipamentului adecvat l-au ținut însă o vreme în așteptare.
În anii studenției, – grație bunului său prieten, Dan Săveanu –, tânărul Gligor a avut bucuria de a colinda, în lung și în lat, numeroase ținuturi alpine din țară, iar cu sprijinul unchiului său a ajuns un împătimit al schiului, despre care afirma că „este cel mai minunat sport”; sport care l-a propulsat apoi spre alpinismul de iarnă, practicat în Carpații României.
Parcurgerea crestei Podragu-Bâlea, din Munții Făgăraș, în condiții de iarnă, – avându-l coechipier pe Dan Săveanu –, a constituit cea mai temerară acțiune din debutul său în alpinism. „Tot atunci am făcut și (traseul) Podragu-Viștea Mare.”
În vara anului 1967, Gligor Bodea a făcut cunoștință cu impresionantul defileu al Cheilor Turzii. Aici a văzut prima dată o echipă de cățărători aflați în acțiune, sub conducerea lui Mircea Hostiuc (Ghighi). Au urmat două incursiuni în masivul Piatra Craiului (1968 și 1970), unde și-a însușit instinctiv „noțiunile elementare de cățărare”, dar unde a trăit și experiențe dramatice, precum cele din iulie 1970, datorate lipsei echipamentului adecvat și condițiilor meteorologice ostile. Tentativele sale ulterioare de a practica alpinismul au eșuat. În acele împrejurări, Gligor și-a dedicat timpul liber tenisului și schiului. Abia după legarea prieteniei cu Mihály Szalma și revenirea sa din armată, Gligor Bodea a avut prilejul de a urca – în condiții adecvate – primul său traseu de cățărare, în octombrie 1971.
De-a lungul activității sale în cadrul Secției de Alpinism a Asociației Sportive „Turdeana” Turda, Gligor Bodea a luat parte la numeroase etape ale Campionatului Național de Alpinism, mai întâi ca sportiv, apoi în calitate de antrenor; poziție care i-a oferit prilejul de a forma și coordona mai multe echipe de alpiniști.

### Creasta Carpaților Meridionali

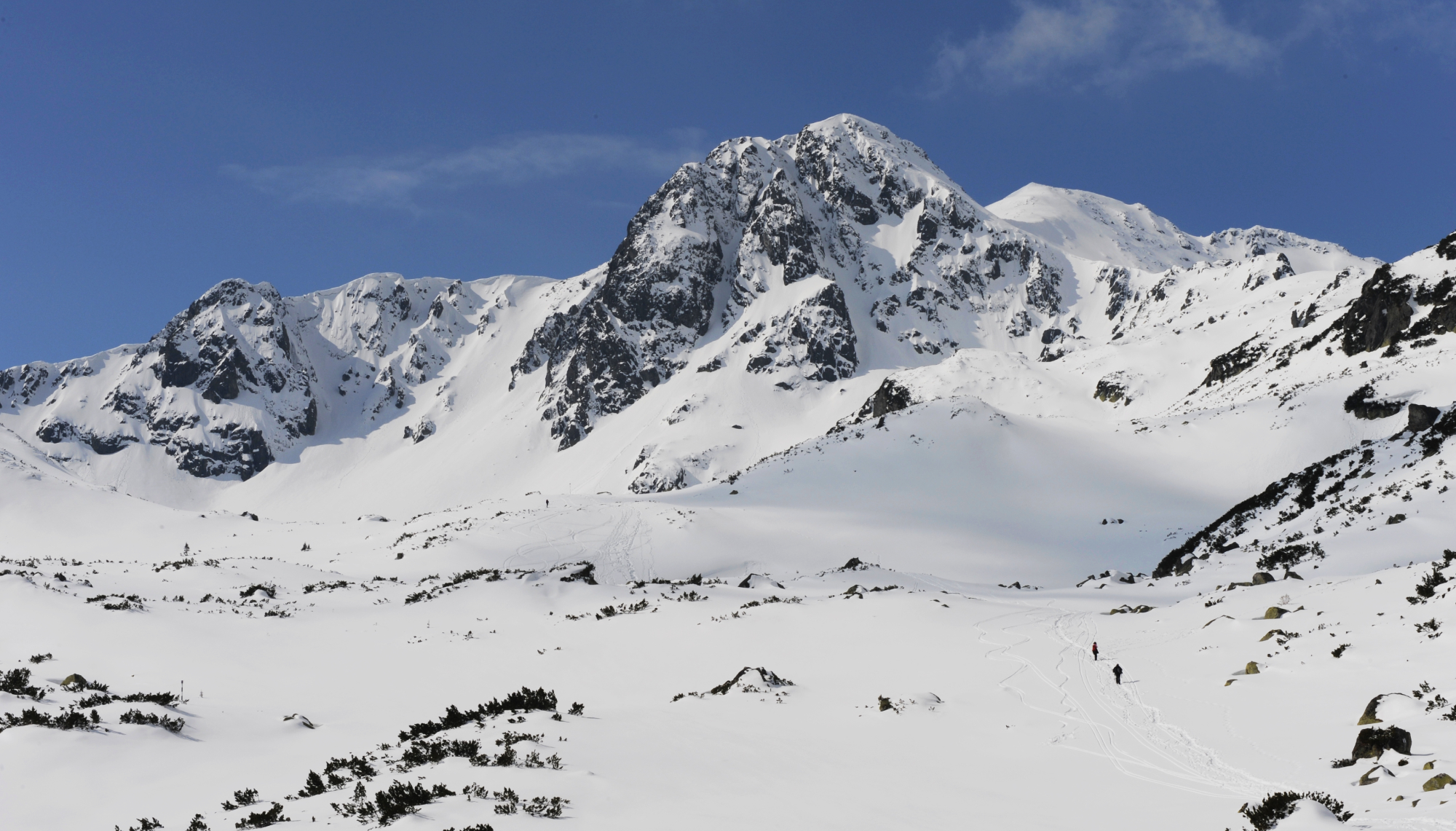
Peretele nordic al vârfului Bucura II, Munții Retezat, Carpații Meridionali; zona traversată de Gligor (Grig) Bodea, Mihály (Miși) Szalma și Ladislau (Laci) Halmágyi, la 6 ianuarie 1974, în timpul expediției din Creasta Carpaților Meridionali.

Pe 31 decembrie 1973, echipa formată din alpiniștii: Gligor (Grig) Bodea, Mihály (Miși) Szalma și Ladislau (Laci) Halmágyi – membri ai Asociației Sportive „Turdeana” Turda – a luat startul în expediția consacrată parcurgerii  Crestei Carpaților Meridionali, în condiții de iarnă. „Hotărârea întreprinderii acestei acțiuni a fost luată exact acum un an (31 dec. ʹ72) cu ocazia turei Puzdrele-Pietrosul Rodnei, când i-am conturat posibilitățile echipei actuale.”
Întrucât echipa nu dispunea de echipamentul necesar, iar comerțul socialist de stat nu oferea spre vânzare astfel de produse, cei trei alpiniști și-au confecționat singuri cele necesare: sacii de dormit pentru bivuac, pufoaicele, colțarii, jambierele pentru zăpadă, „pieile de focă” pentru schiuri, etc. Iar cortul izoterm, care urma să le asigure supraviețuirea pe timpul nopții, l-au achiziționat ocazional dintr-o consignație.
După plecarea sa de la Herculane, echipa a urmat traseul până la Podragu, în Munții Făgăraș, atingând și fotografiind până aici toate punctele care se cereau a fi trecute în raportul de tură, inclusiv Creasta Arpășelului, despre care Gligor Bodea afirma: „ ... o tură de o rară frumusețe. Pe parcursul a 7 ore am gustat din plăcerile alpinismului de iarnă, parcurgând cea mai faimoasă porțiune de creastă din toți Carpații.”

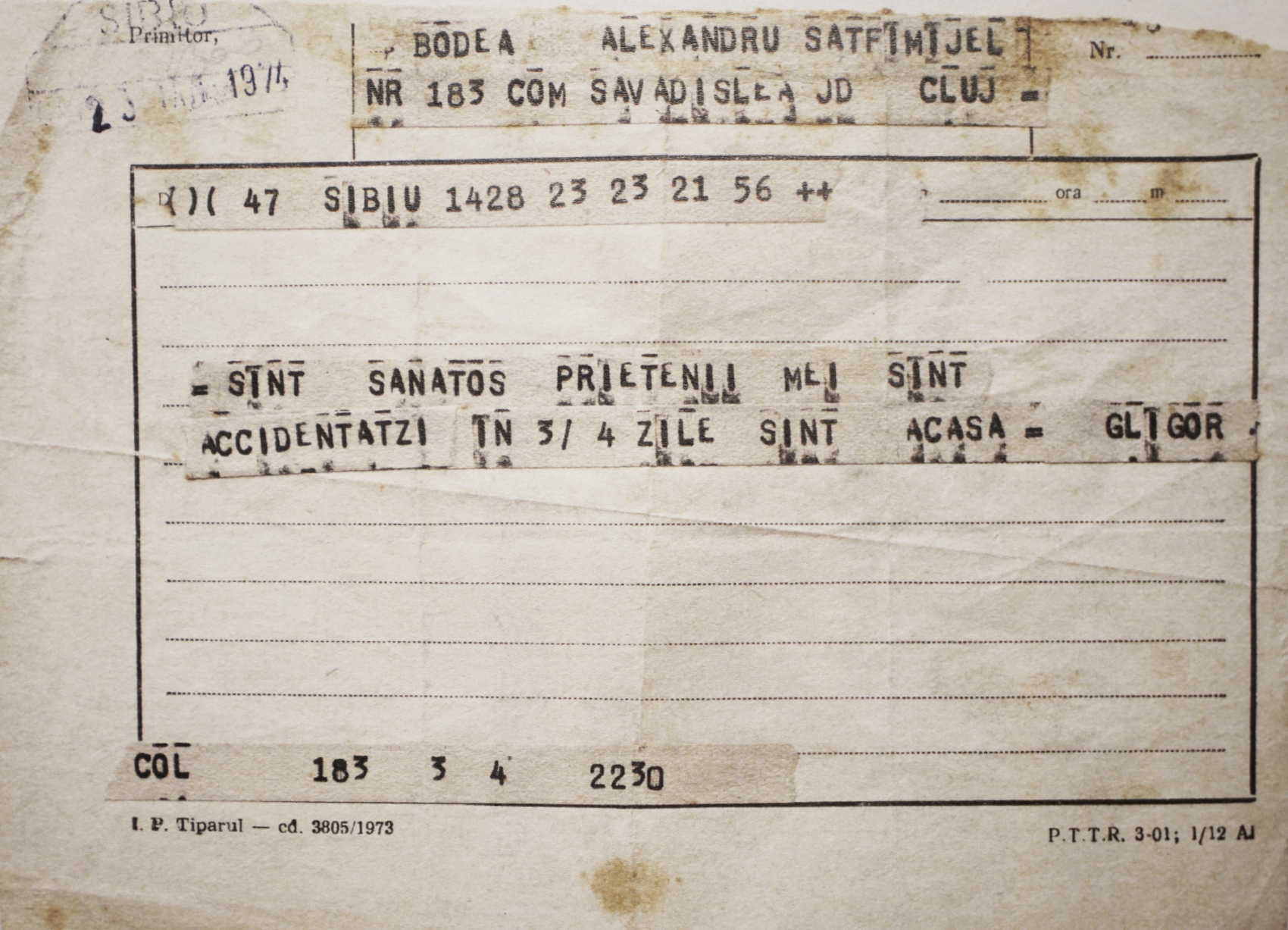
Telegrama lui Gligor Bodea, din 23 ianuarie 1974, prin care își anunța fratele că este sănătos și că cei accidentați sunt prietenii săi.

Datorită stricării vremii, echipa a rămas blocată la Cabana Podragu, preț de cinci zile. Îndată ce vremea s-a răzbunat, în 22 ianuarei 1974, sub presiunea timpului și a epuizării alimentelor, Gligor Bodea, Mihály Szalma și Ladislau Halmágyi au reluat parcurgerea traseului. La scurtă vreme de la plecarea acestora, în drumul lor spre creastă, cei trei alpiniști au fost surprinși de o avalanșă. Urmare a accidentului, singurul supraviețuitor a fost Gligor Bodea. În prima zi după tragedie, pe 23 ianuarie 1974, printr-o telegramă transmisă fratelui său – Alexandru – Gligor Bodea își înștiința familia că este sănătos și că cei „accidentați” sunt prietenii săi. „Marea încercare, atât de aproape de o realizare excepțională, s-a transformat într-o mare tragedie, care și-a lăsat puternic amprenta asupra personalității mele.” – afirma Gligor Bodea. Exprimându-și totodată durerea față de deznodământul expediției, acesta adăuga: „Pierderea celor mai buni camarazi de coardă, alături de care am trăit unele din cele mai mari bucurii de până acum și am descoperit tainele și frumusețea inegalabilă a alpinismului, este în același timp o grea lovitură pentru tânăra noastră secție.”
În absența dreptului la liberă circulație, – din perioada dictaturii Ceaușescu –, parcurgerea Crestei Carpaților Meridionali, pe timp de iarnă, constituia una dintre cele mai mari provocări pentru alpiniștii de rând din România, căci încercările acestora de a ajunge în Alpii francezi, italieni ori elvețieni erau zăvorâte de Securitatea comunistă,  în spatele Cortinei de Fier. În plus, parcurgerea Crestei Carpaților Meridionali constituia o normă pentru obținerea titlului de Maestru al Sportului în alpinism.

### Premiere alpine

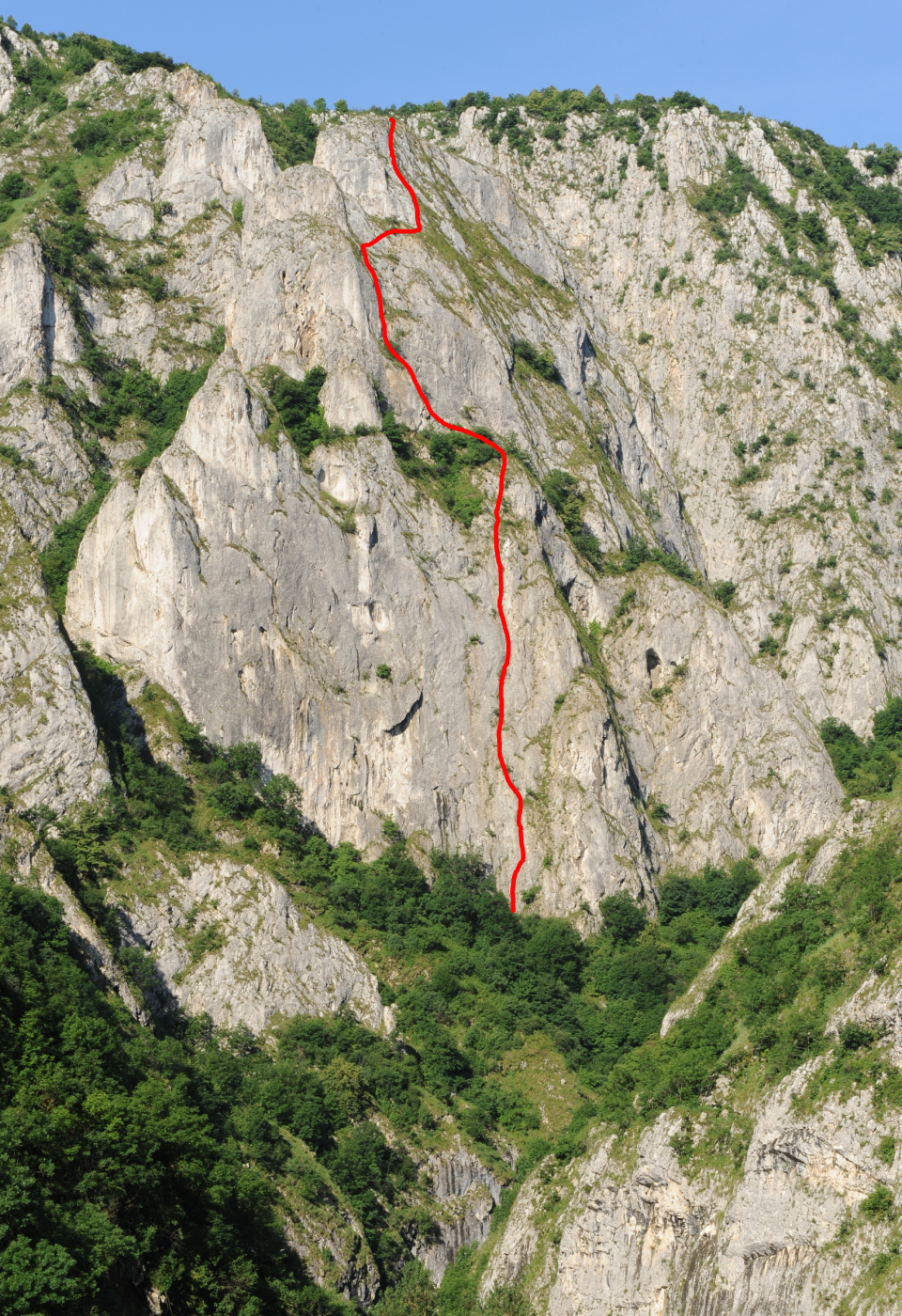
Traseul „Frontal” din Peretele Rotunjit, Cheile Turzii, urcat în premieră de alpiniștii Gligor (Grig) Bodea și Harmath Csaba, în septembrie 1973.

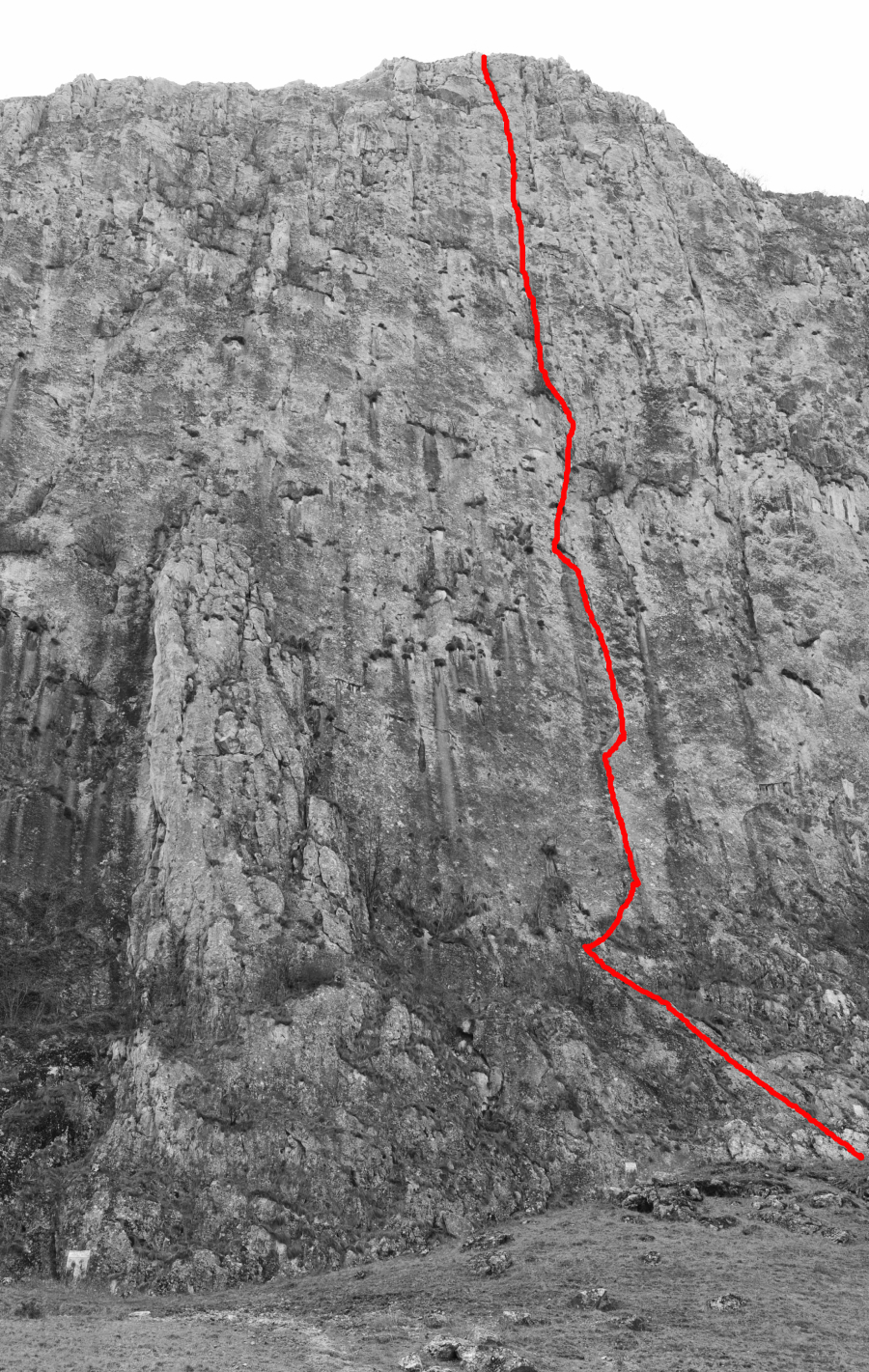
Traseul memorial „Miși Szalma” din Peretele Bogza, Cheile Aiudului (Vălișoarei), escaladat în premieră de alpiniștii Gligor (Grig) Bodea, Laszlo (Laci) Moravek și Corina Vlad, în anul 1976.

Spre împlinirea sa ca alpinist, Gligor Bodea s-a angajat în deschiderea unor rute noi pe verticală, – neatinse până atunci de om. Astfel, de la debutul său pe acest palier, în 1972, și până la retragerea sa din alpinism, Gligor Bodea – în compania devotaților săi coechipieri: Mihály Szalma, Laszlo (Laci) Moravek, Ilie Opriș, Harmath Csaba, Corina Vlad (viitoarea lui soție), dar și a altor colegi de coardă, mai cu seamă din cadrul Secției de Alpinism a Asociației Sportive „Turdeana” Turda – a reușit să-și aducă aportul la realizarea a numeroase premiere alpine, mai întâi ca secund, apoi ca și cap de coardă, lăsând în urma sa o moștenire remarcabilă, destinată viitoarelor generații de alpiniști.

Dintre primele sale premiere se evidențiază traseul „Frontal” (4B) din Peretele Rotunjit, – Cheile Turzii –, escaladat în septembrie 1973, alături de Harmath Csaba. Din mulțimea premierelor semnate de Gligor Bodea se remarcă însă traseul memorial „Miși Szalma” (1976) din Peretele Bogza, Cheile Aiudului (Vălișoarei), unde, în primele două lungimi de coardă, a fost secundat de alpinista Corina Vlad.

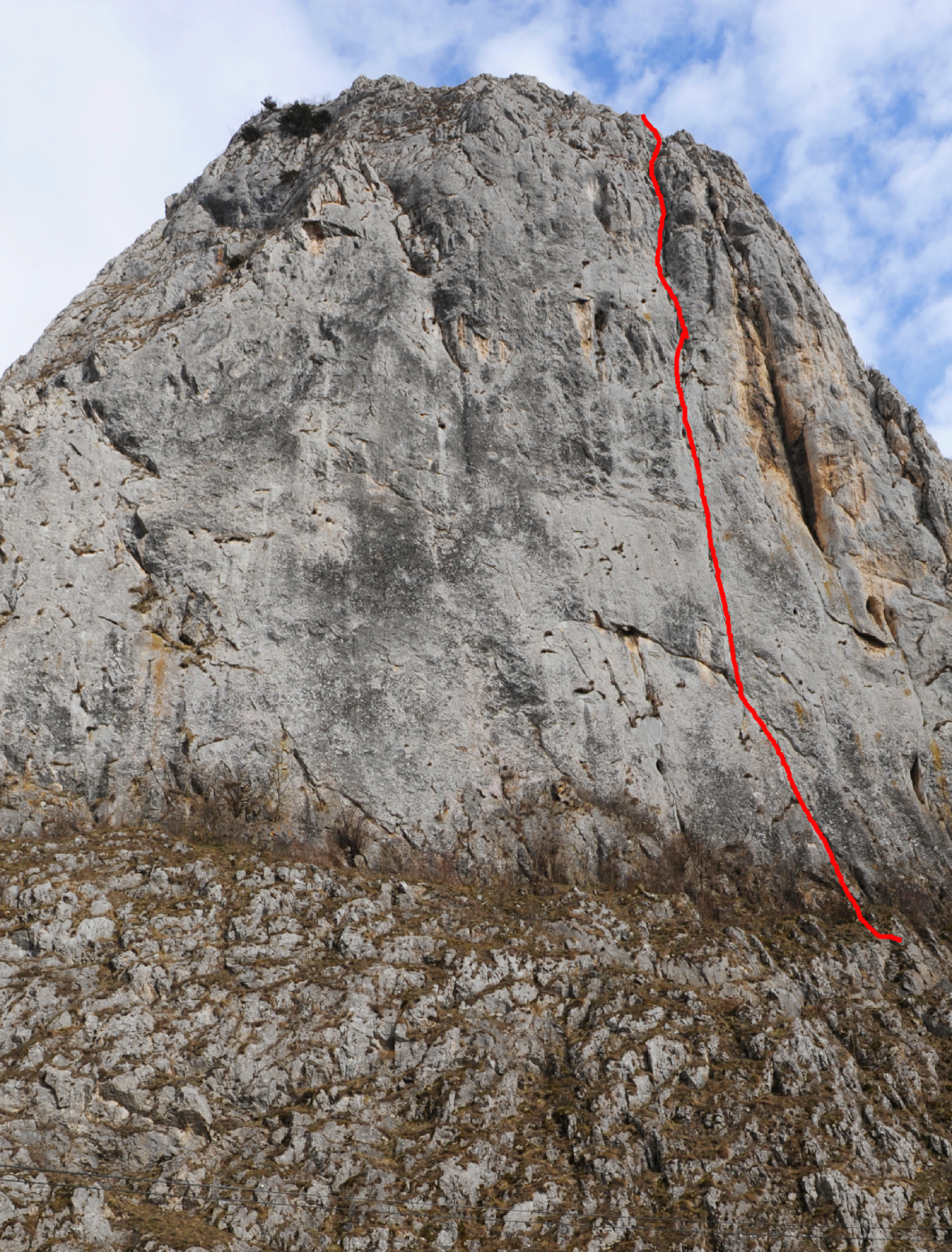
Traseul „Fisura Centrală” din Peretele Cetății, Cheile Aiudului (Vălișoarei), escaladat în premieră de alpiniștii Gligor (Grig) Bodea și Ilie Opriș, în anul 1974.

 De asemenea, premiera spectaculosului traseu „Sierra Maestra” (1974) și realizarea traseului „Fisura Centrală” (1974) din Cheile Aiudului (Vălișoarei) îl au ca protagonist pe Gligor Bodea, alături de alpinistul Ilie Opriș. În aceeași zonă de cățărare, Gligor Bodea și S. Nagy au deschis traseul „Crucii” (1974) și „Umărul de Sus” (1976), pentru ca în 1977, alături de Vlad Troznay, Gligor Bodea să parcurgă în premieră „Diedrul Cetății”. În această zonă de cățărare mai putem găsi traseele „Creasta Veveriței” (1974) și „Turnul Cetății” (1976), urcate în premieră de Gligor Bodea și N. Anca, precum și traseul „Creasta Ascunsă” (1976), a cărui premieră aparține alpiniștilor Gligor Bodea și F. Kaitar. Pe fața sudică a Peretelui Bogza, în 1976, Gligor Bodea a pitonat traseul „Școală”, destinat inițierii în alpinism. Un an mai târziu, în 1977, alături de A. Crișan, Gligor Bodea a urcat în premieră „Fisura Tisei”. În mod excepțional, în anul 2004, la 57 de ani, Gligor Bodea a echipat traseul „Ultimul piton”, în scop competițional, împlinindu-și activitatea în această zonă de cățărare.
Date fiind experiența și performanțele sale în realizarea premierelor alpine, Gligor Bodea a fost desemnat oficial persoană autorizată pentru omologarea de trasee alpine (de cățărare) în Carpații României. Dintre traseele alpine (de cățărare clasică) omologate de Gligor Bodea amintim: „Trandafirul sălbatic” (5B), din Peretele Bogza, Cheile Aiudului (Vălișoarei), – avându-i ca autori pe Hargitai Szabolcs (Döme) și Engi Lajos, „Hornul Mare” (4B), „Turnul Cetății” (4B) și traseul „Crucii” (3B), din Colțul Cetății, versantul sudic, precum și „Memorial ʹ77” (5A), din Peretele Vanga Mare, Masivul Postăvarul – avându-l ca autor pe Florin Vasluianu.

### Fondatorul Cupei „Miși Szalma”
În anul 1976, ca gest de apreciere și recunoștință față de mentorul său în alpinism, Gligor Bodea a fondat Cupa „Miși Szalma”, competiție sportivă organizată anual de acesta și perpetuată de succesorii săi, în amintirea lui Mihály (Miși) Szalma. Gligor Bodea a fost un inițiator și organizator de competiții sportive, care au stimulat relaționarea între alpiniștii din țară și au contribuit la popularizarea unor zone de cățărare mai puțin frecventate în acea vreme.
Despre Miși Szalma, Gligor Bodea menționa: „Entuziasmul său molipsitor m-a mobilizat și pe mine, considerând ca o datorie de onoare continuarea activității. Amintirea sa mă va urmării toată viața, constituind un imbold pentru momente grele și încercările la care va fi supusă pasiunea mea pentru munte.”

### Salvamont
Prin Hotărârea Consiliului de Miniștri al Republicii Socialiste România Nr. 140/ 25 ianuarie 1969 a fost legiferată alcătuirea de echipe Salvamont în 13 localități situate în proximitatea principalelor masive muntoase ale țării. Acestea nu vizau însă și vastele zone alpine și carstice ale Carpaților Apuseni. Astfel, pentru a acoperi cel puțin în parte acest teritoriu cu servicii salvamont, în februarie-martie 1972, Gligor Bodea și Mihály Szalma au început demersurile „pentru a pune pe picioare Salvamontului și Secția de alpinism din cadrul nou înființatei A. S. «Turdeana» Turda.” Urmare a argumentației celor doi, Primăria Municipiului Turda a consimțit alcătuirea celei dintâi echipe Salvamont arondate Cheilor Turzii.
Alături de proaspătul colectiv format cu acest prilej, în prima duminică a lunii mai 1972, Gligor Bodea și Mihály Szalma au inițiat punerea în aplicare a programului de pregătire Salvamont, în cadrul Secției de Alpinism a Asociației Sportive „Turdeana” Turda. În aceeași perioadă, date fiind necesitățile clubului și ale Serviciului Salvamont, Gligor Bodea a făcut demersurile necesare obținerii refugiului existent în imediata vecinătate a Cheilor Turzii. Mica construcție fusese ridicată de către vânătorii din Turda, fără a avea autorizație, drept pentru care Primăria Municipiului Turda a putut decide cedarea acesteia către Asociația Sportivă „Turdeana” Turda.
În toamna anului 1972, Grig Bodea și Mihály Szalma au luat parte la primul Seminar Național Salvamont, la Sibiu, alături de reprezentanții tuturor echipelor de salvatori montani constituite până atunci în România.
„Și-au pus amprenta în formarea viitorilor salvatori montani ca instructori în școlile Salvamont, în perioada 1972-1979, urmatorii: Paul Fozocos, Petre Bogoiu, Norbert Himesch, Emeric Joss, Dumitru Chivu, Mircea Opriș, Nagy Miclos, Bodea Gligor, Joos Emerich-Tubi, Ritișan Abel-Pif, Vasluianu Ion și Engi Lajos, perioada în care șeful Școlilor Salvamont a fost prof. Alexandru Floricioiu.”
În iarna anului 1973, Grig Bodea, Mihály Szalma, Ilie Opriș și Laszlo Moravek au participat la Școala de iarnă Salvamont, desfășurată la Podragu, iar îndată cu venirea primăverii, Gligor Bodea a fost desemnat observator în cadrul Raliului Salvamont din Bucegi. Întreaga activitate a membrilor Salvamont, de la acea vreme, se desfășura pe bază de voluntariat, cu scoatere din producție.

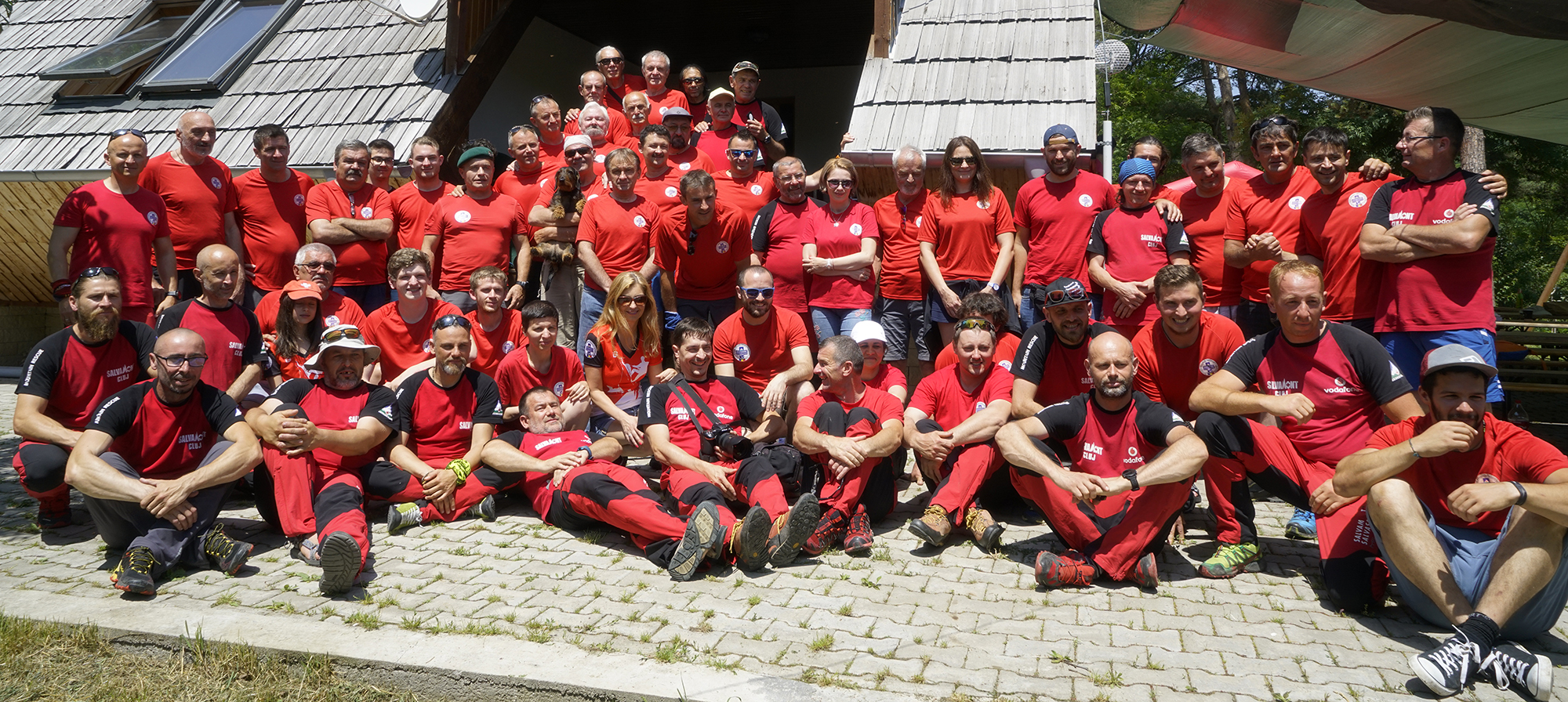
Colectivul salvatorilor montani clujeni, dezvoltat de-a lungul anilor, pe fondul inițiativei și acțiunilor întreprinse odinioară de Gligor (Grig) Bodea și Mihály (Mihai, Miși) Szalma.

Odată cu râvnitul său transfer de la Turda la Cluj, pe post de inginer, Gligor Bodea a adus cu sine Serviciul Salvamont, – vizând cu precădere acțiuni preventive și de salvare în Cheile Turzii, Muntele Băișorii și Vlădeasa –, devenit astfel Serviciul Public Județean Salvamont-Salvaspeo Cluj, sub patronajul Consiliului Județean Cluj. Astfel, alături de Mihály Szalma, Gligor Bodea este considerat părinte fondator al Salvamontului Cluj.
În paralel cu atribuțiile sale de coordonator și antrenor în cadrul Secției de Alpinism a Asociației Sportive „Turdeana” Turda, Gligor Bodea și-a asumat responsabilitatea de instructor salvamont la Școala Națională Salvamont, precum și aceea de monitor la Școala Națională de Alpinism. În anul 1975, Gligor Bodea a devenit primul instructor clujean al Școlii Naționale Salvamont, instituție în care a activat până în anul 1993, atât la școlile de iarnă cât și la cele de vară. Pe toată durata activității sale de salvator montan, Gligor Bodea a fost un apărător a „Codului de etică și deontologie” în activitatea Salvamont.
Odată cu extinderea activității de salvare montană în România, – prin înființarea de noi echipe Salvamont arondate mai multor regiuni ale țării –, îl regăsim pe Gligor Bodea în componența prestigiosului colectiv de instructori salvamont, alcătuit din Mircea Opriș, Miklos Nagy (zis Doctorul), Mihai Sârbu, Emerich-Tubi Joos, Avel-Pif Ritișan, Ion Vasluianu, Engi Lajos, Gutt Walter, Ion Grigore, Ion Bratu, Dumitru Bârlida, Ion Sfetea, Ștefan Țurcaș, Adolf Meltzer, Viorel Pîrjol, Ioan Pivodă, Mihai Voinescu, Vasile Lucaci, Kurt Schnabel, Carol Katjsa, Aurică Costache, Traian Flucuș, Mircea Noaghiu, Dumitru Chivu, Iosif Schneider și Ion Cojan. În perioada 1980 – 1989, Gligor Bodea a activat în cadrul acestui grup.
Datorită intensei sale activități în domeniu, după moartea lui Mihály Szalma, „Grig Bodea a devenit liderul incontestabil al Salvamont Cluj”, „părinte tăcut dar aspru și drept pentru mai toate generațiile de salvamontiști din secolul trecut, dar și pentru instituția salvării montane în sine.”

### Autor

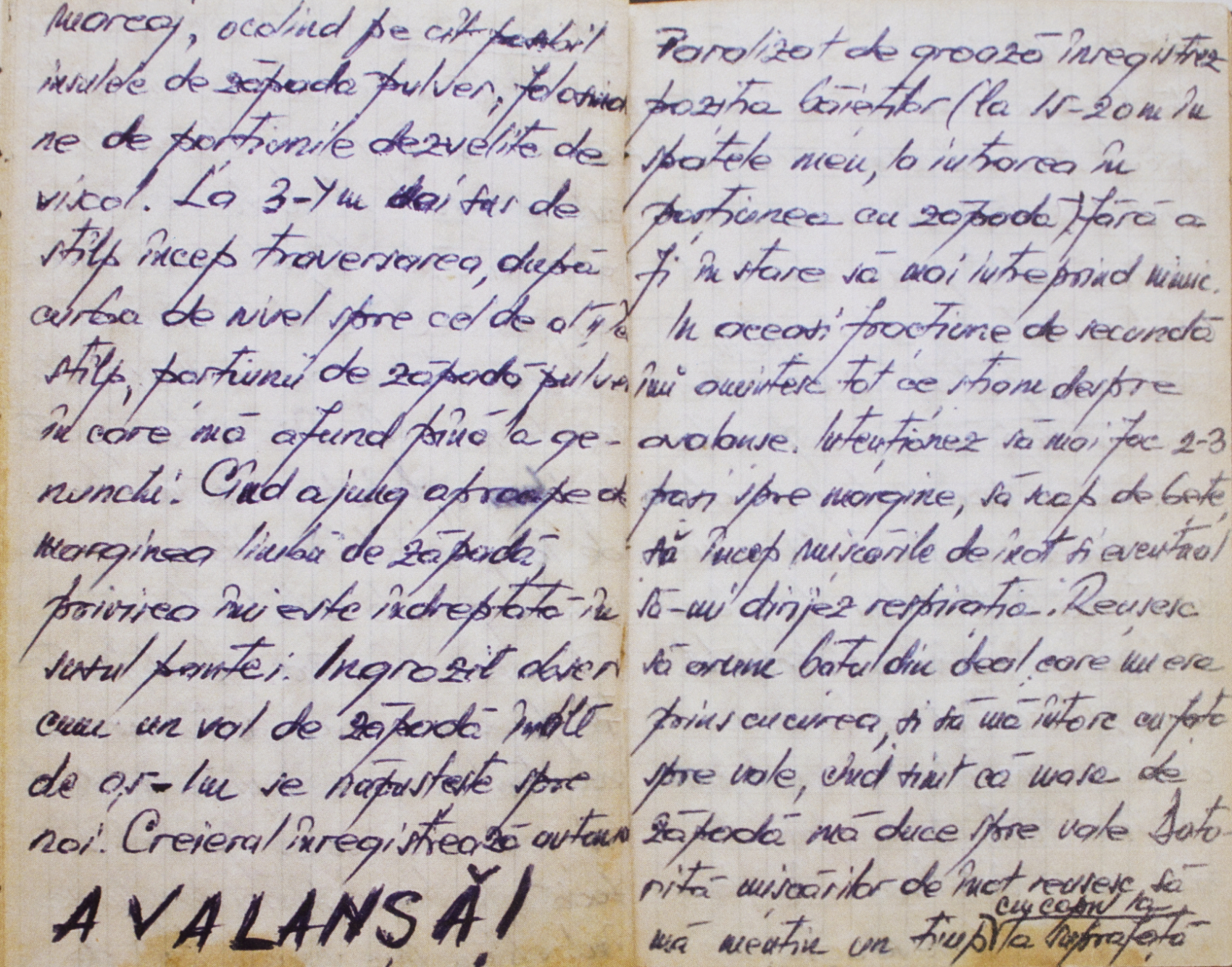
Bodea, Gligor. (1974), Creasta Carpaților Meridionali, vol. II, p. 11. Mărturisirea tragicului eveniment de la Podragu, din 22 ianuarie 1974.

Ca autor, Gligor Bodea a întocmit o serie de rapoarte de escaladă și schițe ale traseelor alpine urcate de el în premieră. Documentele au fost depuse la Federația Română de Turism Alpinism (F.R.T.A.), iar parte dintre acestea au fost preluate și publicate de diverși autori, în cărți de specialitate. Între anii 1973-1974, Gligor Bodea a creat două lucrări autobiografice: Însemnările unui pasionat alpinist, vol. I și II și Creasta Carpaților Meridionali, vol. I și II, prin care a zugrăvit o frescă de epocă a alpinismului românesc din perioada dictaturii comuniste.

## Căsătoria
În anul 1978, la Cluj-Napoca, Gligor Bodea s-a căsătorit cu alpinista Corina Vlad, împărtășind cu aceasta pasiunea pentru munte. Din unirea lor, pentru tot restul vieții, s-au născut doi copii: Alexandra și Constantin. 

## Retragerea
În anii ʹ90, Gligor Bodea s-a retras din alpinism și Salvamont în plină putere de muncă, pentru a se dărui altor misiuni care au intervenit cu prioritate în viața sa.
Așa se face că îngrijirea tatălui său – căzut pradă bolii – și preluarea administrării micii gospodării familiale din Finișel l-au propulsat pe o cu totul altă traiectorie a vieții.
Dată fiind vechea îndelednicire a familiei Bodea, aceea de apicultor, Gligor și-a însușit această preocupare. În anii dificili ai tranziției de la economia comunistă, centralizată, la economia de piață, Gligor Bodea a reușit să-și susțină familia din extracția mierii de albine și comercializarea acesteia.
După moartea tatălui său, în anul 2001, Gligor Bodea s-a dedicat în totalitate apiculturii, dată fiind admirația sa față de albine.

## Cetățean de onoare al Județului Cluj
Urmare a contribuției sale la înființarea, organizarea și conducerea Serviciului Public Salvamont Cluj, aferent celor mai expuse zone ale Carpaților Apuseni, grație susținutei sale activități de salvare în munți și celei de instruire a tinerilor salvamontiști, în anul 2019, cu prilejul aniversării a 50 de ani de la înființarea Salvamont, Consiliul Județean Cluj i-a conferit lui Gligor Bodea titlul de  „Cetățean de onoare al Județului Cluj”. Cu aceeași distincție a fost onorat, post-mortem, și salvamontistul Mihály Szalma, cel dintâi coordonator și instructor salvamont din Județul Cluj”.

## Decesul

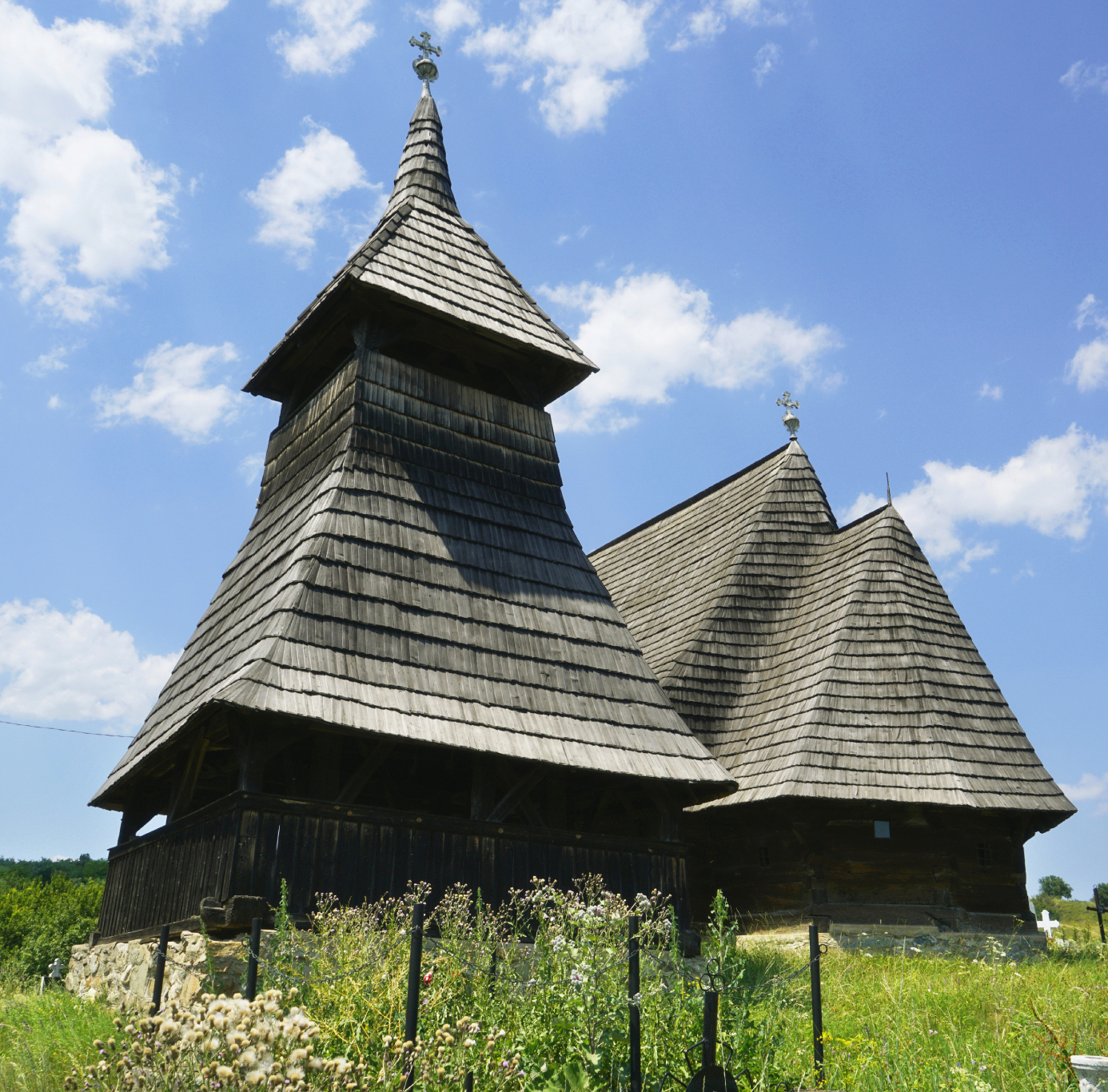
Biserica de lemn din Finișel (1758), în proximitatea căreia se află mormântul lui Gligor (Grig) Bodea.

În vârstă de 77 de ani, Gligor Bodea și-a petrecut ultimele clipe de viață la Institutul Regional de Gastroenterologie și Hepatologie din Cluj-Napoca, unde a murit la data de 10 iulie 2024, datorită unei insuficiențe hepatice. Înmormântarea a avut loc în satul lui natal, Finișel, la 13 iulie 2024. Mormântul lui Gligor Bodea se află în vecinătatea bisericii de lemn din Finișel, în extremitatea răsăriteană a cimitirului.
Activitatea desfășurată de Gligor Bodea în alpinismului românesc și în instituția salvării în munți a rămas înscrisă în Istoria Salvamont și în istoria alpinismului românesc din anii ʹ70-ʹ80 ai secolului XX.

## Interviuri
- Vasile, Mihai. (1 octombrie 2015), „Dar să-l ascultăm pe Grig Bodea” în Miși Szalma – un simbol al alpinismului turdean, Sangealb. Accesat la 20.06.2025.
- Péter, Lepedus-Sisko. Crăciun, Titus. (19 iunie 2019), Salvamont Cluj 50 de ani, Salvamont-Salvaspeo Cluj. Accesat la 20.06.2025.
- Péter, Lepedus-Sisko. Crăciun, Titus. (2019), Salvamont Cluj 50 de ani, YouTube, TVR Cluj, Emisiunea Natură și aventură. Accesat la 20.06.2025.